# Кикс, Жан
Жан Кикс-младший (нидерл. Jean Kickx, 1803—1864) — бельгийский ботаник и малаколог.

## Биография
Родился в Брюсселе 17 января 1803 года в семье ботаника и минералога Жана Кикса-старшего (1775—1831). В 1825 году поступил в Лёвенский университет, в 1830 году получил диплом доктора наук и диплом фармацевта.
В 1831 году Кикс-младший сменил своего отца на посту профессора ботаники Брюссельский университет. После основания в 1834 году Брюссельского свободного университета Кикс стал профессором ботаники в нём. С 1835 года он был профессором Гентского свободного университета.
Жан Кикс — один из членов-основателей Бельгийского ботанического общества, его почётный президент.
Скончался Жан Кикс в 1864 году после инсульта.

## Некоторые научные работы
- Kickx J. Accurata descriptio plantarum officinalium et venenatarum tum phanerogamarum tum cryptogamarum, in agro Lovaniensi sponte crescentium, addita earum historia. — Lovanii, 1827. — 348 p.
- Kickx J. Flore cryptogamique des environs de Louvain. — Bruxelles, 1835. — 263 p.
- Kickx J. Flore cryptogamique des Flandres. — Gand, 1867. — 2 vols.

## Роды, названные в честь Ж. Кикса
- Kickxella Coem., 1862
- Kickxia Dumort., 1827 — Киксия